# Entrelacs (Dürer)
Pour les articles homonymes, voir Entrelacs.
La série des six Entrelacs est une série de six gravures sur bois datant de vers 1507, réalisées par Albrecht Dürer, peintre et graveur de la Renaissance allemande.

## Histoire
Dans son Journal de voyage aux Pays-Bas, lors de son quatrième séjour à Anvers et avant le 10 février 1521, Dürer note qu'il a donné « une Apocalypse et les six nœuds au maître Dietrich (le peintre verrier Dirk Vellert), le verrier ». Le terme « nœuds » que l'artiste emploie semble avoir une valeur d'antonomase, comme s'il s'agissait d'une désignation convenue entre les deux interlocuteurs.
Les études s'accordent pour considérer que Dürer grave ces bois à Nuremberg peu après son séjour à Venise, peut-être dès 1507, en utilisant un papier rapporté d'Italie.

## Modèle
Le groupe de xylographies a été exécuté d'après des gravures au burin attribuées à l'entourage de Léonard de Vinci en raison de l'inscription qu'elles portent, « Achademia Leonardi Vinci ». Elles représentent des « groupes de cordes », selon les termes de Giorgio Vasari, en réalité une corde blanche entrelacée sur un fond sombre, dont les nœuds sont disposés symétriquement pour composer une forme circulaire virtuellement inscrite dans un rectangle et bordée de quatre petits entrelacs disposés dans les angles.
Ces burins sont datés de la seconde moitié des années 1490, comme le confirment les filigranes identifiés sur certains exemplaires. L'hypothèse qui les donne à Francesco Galli dit Napoletano, un élève de Léonard, reste en revanche douteuse.

## Description
Par rapport à leurs modèles, les entrelacs de Dürer sont plus clairement inscrits dans un contour rectangulaire et les éléments disposés dans les angles sont reliés à la composition centrale, qui est elle-même parfois inscrite dans un cercle pour former un fond sombre.

## Iconographie
L'historiographie a longtemps débattu le sens et la destination de ces motifs léonardesques. Ces entrelacs sont fortement liés à la décoration de la voûte de la Sala delle Asse du château des Sforza à Milan ; leur exécution doit en fait dater de la même époque. Les entrelacs et les nœuds de rubans et de cordes se retrouvent dans tous les pans des arts décoratifs, et notamment dans la riche production de Léonard destinée à décorer des vêtements, des sols, des armes et des pendentifs. Gerolamo D'Adda (1864) est le premier à voir dans ces burins des modèles de dentelles et de broderies. Carmen Bambach (1991) reprend cette proposition et l'étoffe en effectuant un rapprochement avec un texte de Léonard perdu, mais repris et publié par Giovanni Antonio Tagliente, Exempli de recammi (Venise, 1527).
Le caractère abstrait de ces compositions ainsi que la référence à une « Académie  » de Léonard ont conduit à supposer qu'elles cachaient un message obscur et qu'elles pouvaient être la transcription en images des discussions et des débats menés au sein de l'hypothétique académie milanaise réunie autour du maître (Jill Pederson, 2020).

## Analyse
Dürer reproduit les six compositions de l'école de Léonard en les transposant sur bois et en omettant la référence au maître florentin. Il introduit en revanche son propre monogramme dans le second état de quatre des six compositions, dans une démarche qui peut paraître surprenante eu égard à la réaction qu'il eut, selon le récit de Vasari, lorsqu'il apprit que Marcantonio Raimondi avait copié au burin sa série sur bois de La Vie de la Vierge.

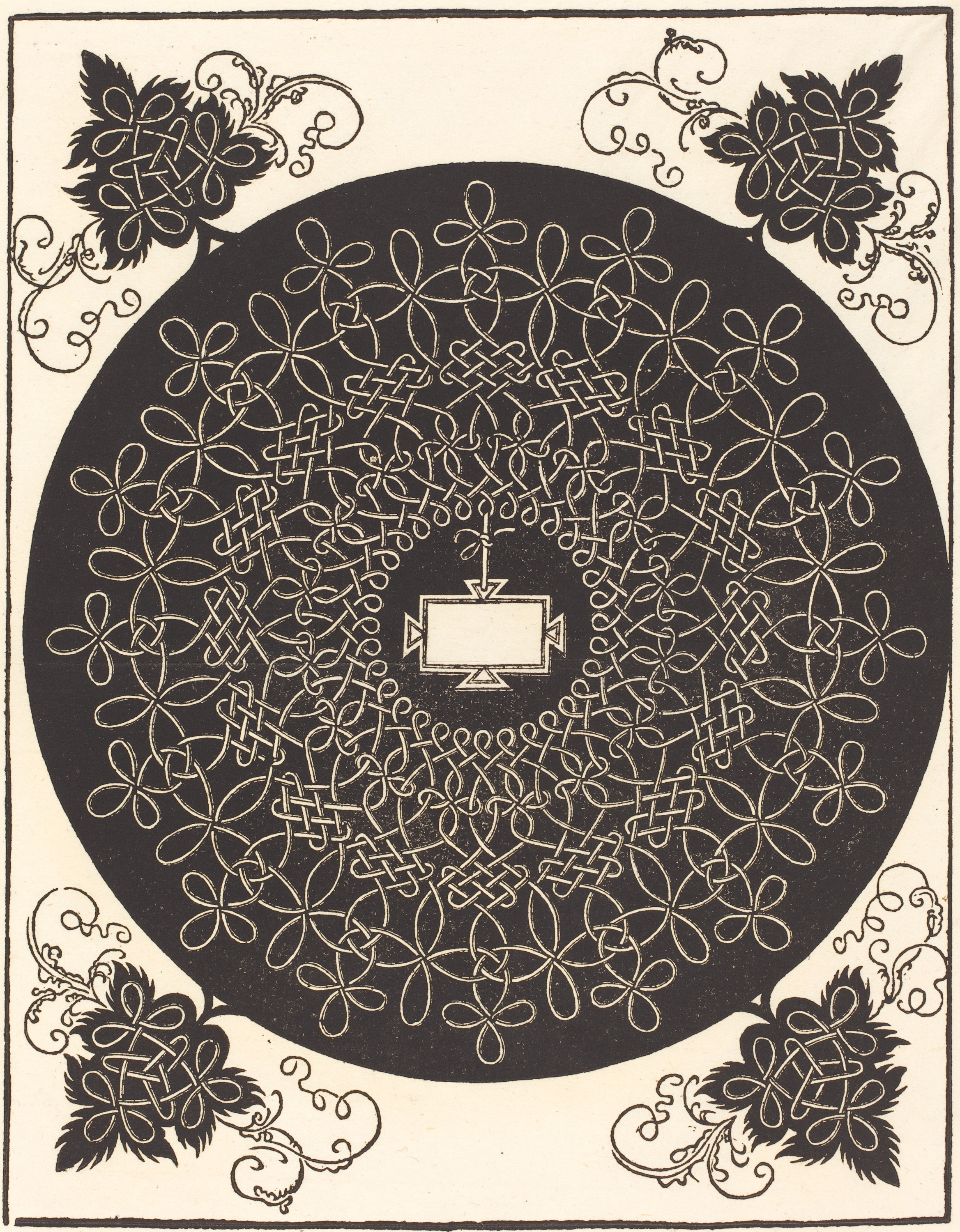
Deuxième des Entrelacs.
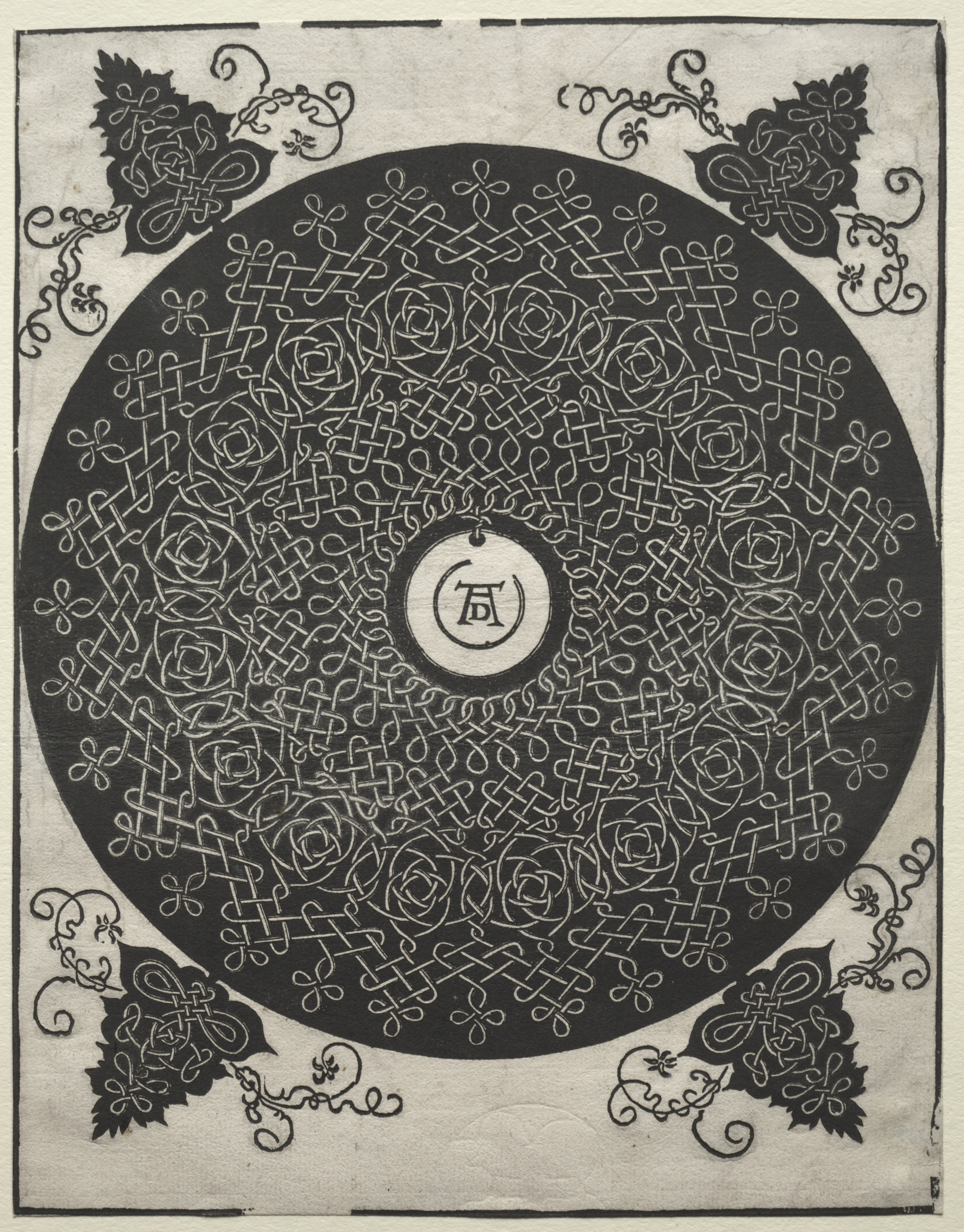
Troisième des Entrelacs : Entrelacs au médaillon blanc.
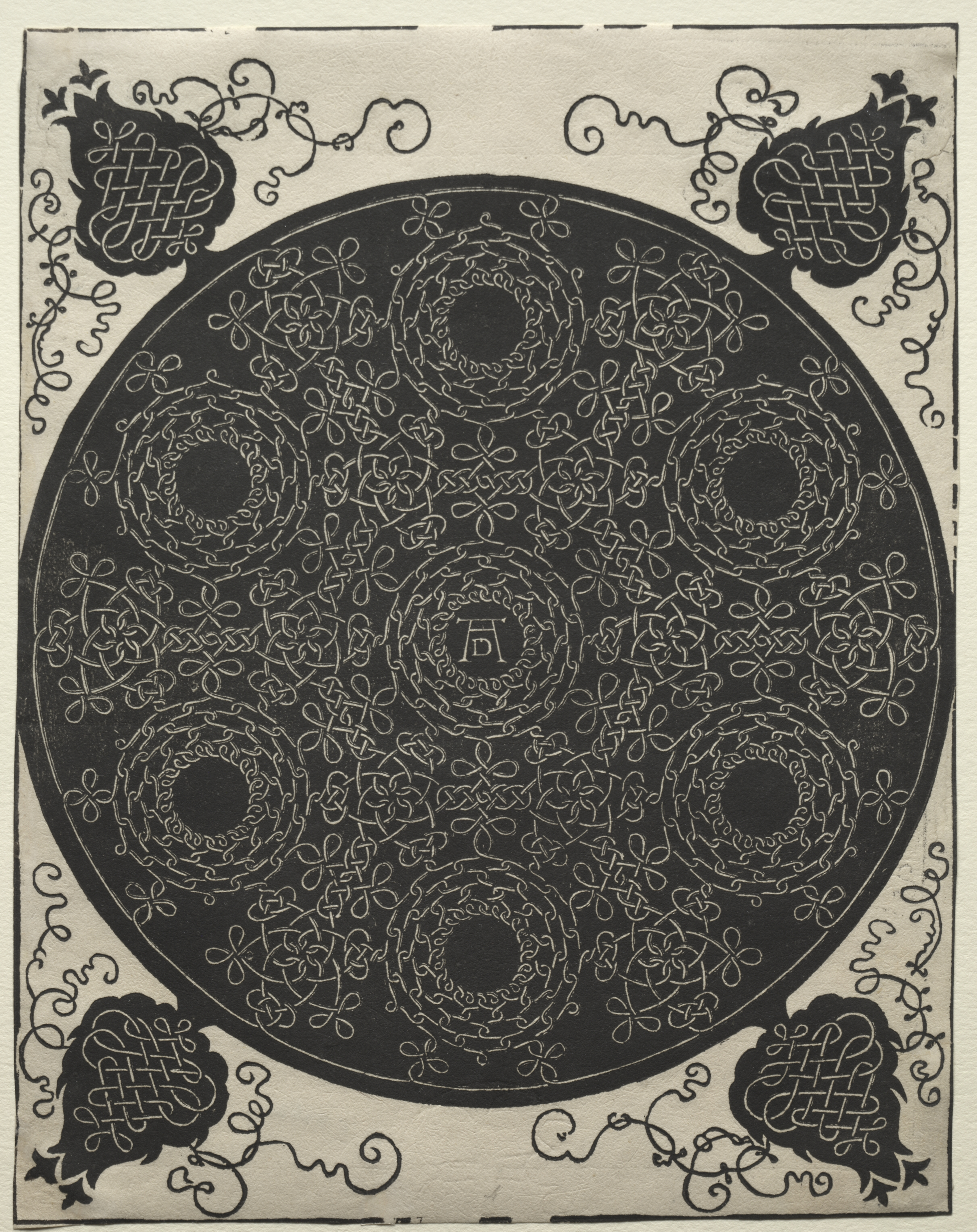
Quatrième des Entrelacs : Entrelacs aux sept centres noirs.
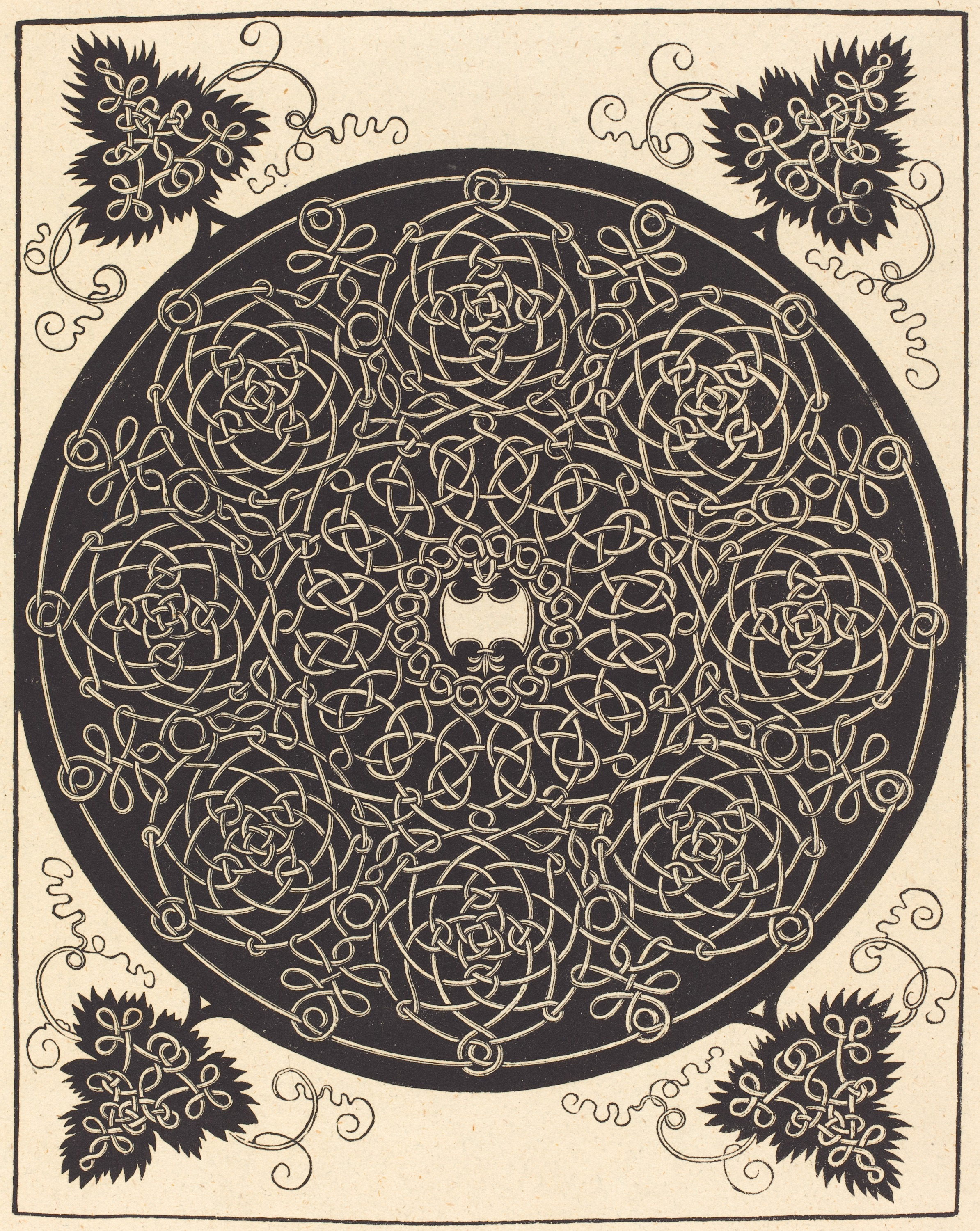
Cinquième des Entrelacs.
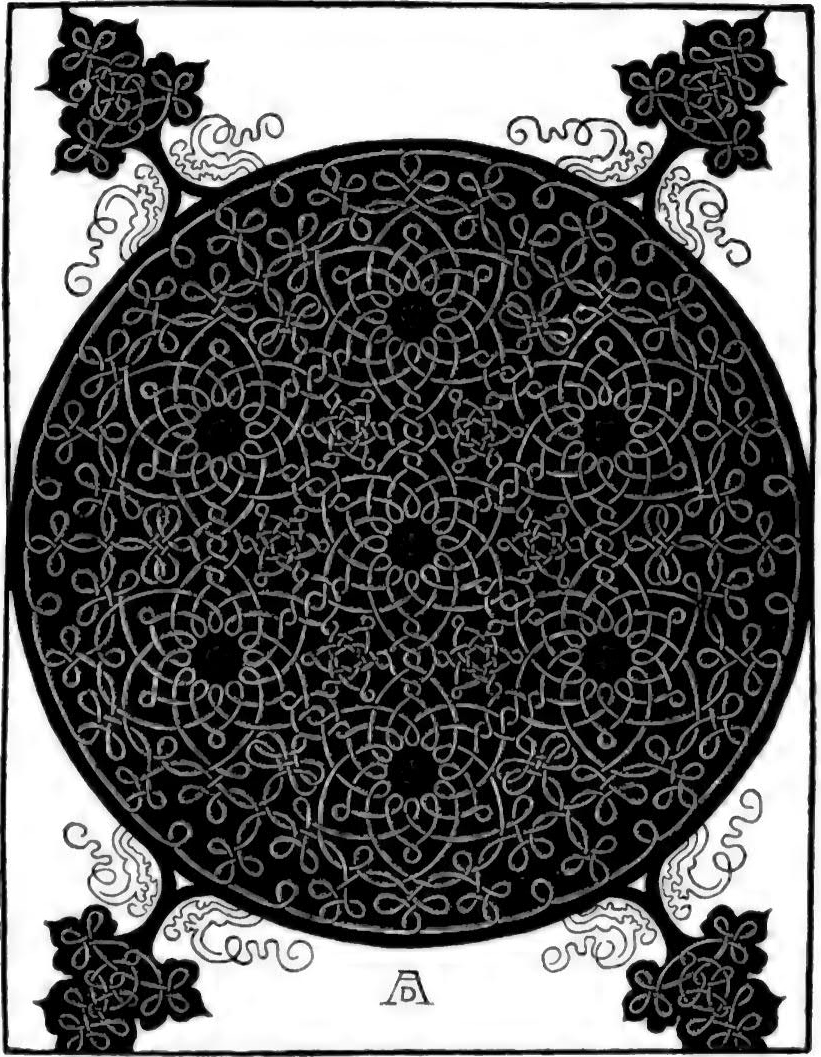
Sixième des Entrelacs.